# Pseudolimnophila (Pseudolimnophila) costofimbriata
Pseudolimnophila (Pseudolimnophila) costofimbriata is een tweevleugelige uit de familie steltmuggen (Limoniidae). De soort komt voor in het Oriëntaals gebied.